# Łady-Borowe
Łady-Borowe [ˈwadɨ bɔˈrɔvɛ] est un village du district administratif de Zambrów (Gmina), dans le powiat de Zambrów, dans la voïvodie de Podlachie, dans le nord-est de la Pologne.